# Leucophenga obscura
Leucophenga obscura är en tvåvingeart som beskrevs av Chen och Aotsuka 2003. Leucophenga obscura ingår i släktet Leucophenga och familjen daggflugor. Inga underarter finns listade i Catalogue of Life.